# Haroldius fairmairei
Haroldius fairmairei là một loài bọ cánh cứng trong họ Bọ hung (Scarabaeidae).